# Channing Frye
Channing Thomas Frye (White Plains, 17 de maio de 1983), é um ex-jogador estadunidense de basquete que atuava como ala-pivô e pivô. Frye foi selecionado na oitava escolha geral pelo New York Knicks e] 2005. Ele também jogou por Portland Trail Blazers, Phoenix Suns, Orlando Magic, Los Angeles Lakers e Cleveland Cavaliers, time em que foi campeão na temporada de 2016. Atualmente participa como comentarista da NBA pelos canais TNT

## Carreira
Foi a oitava escolha no draft da NBA de 2005 pelo New York Knicks e acabou sendo eleito para o primeiro time de novatos da Temporada da NBA de 2005–06. Em 2007, foi para o Portland Trail Blazers onde ficou até 2009, quando foi contratado pelo Phoenix Suns. Entre 2014 a 2016, jogou pelo Orlando Magic. Em 2016, foi para o Cleveland Cavaliers onde conquistou o seu primeiro título da NBA.

## Estatísticas
| † | Temporada que foi campeão |

### Temporada regular
| Ano      | Equipe    | PJ  | PT  | MPP  | %TC  | %3P  | %TL  | RPP | APP | ROB | TPP | PPP  |
| -------- | --------- | --- | --- | ---- | ---- | ---- | ---- | --- | --- | --- | --- | ---- |
| 2005-06  | New York  | 65  | 14  | 24.2 | .477 | .333 | .825 | 5.8 | .8  | .5  | .7  | 12.3 |
| 2006-07  | New York  | 72  | 59  | 26.3 | .433 | .167 | .787 | 5.5 | .9  | .5  | .6  | 9.5  |
| 2007-08  | Portland  | 78  | 20  | 17.2 | .488 | .300 | .780 | 4.5 | .7  | .4  | .3  | 6.8  |
| 2008-09  | Portland  | 63  | 1   | 11.8 | .423 | .333 | .722 | 2.2 | .4  | .3  | .3  | 4.2  |
| 2009-10  | Phoenix   | 81  | 41  | 27.0 | .451 | .439 | .810 | 5.3 | 1.4 | .8  | .9  | 11.2 |
| 2010-11  | Phoenix   | 77  | 64  | 33.0 | .432 | .390 | .832 | 6.7 | 1.2 | .6  | 1.0 | 12.7 |
| 2011-12  | Phoenix   | 64  | 59  | 26.1 | .416 | .346 | .890 | 5.9 | 1.4 | .7  | 1.1 | 10.5 |
| 2013-14  | Phoenix   | 82  | 82  | 28.2 | .432 | .370 | .821 | 5.1 | 1.2 | .7  | .8  | 11.1 |
| 2014-15  | Orlando   | 75  | 51  | 24.9 | .392 | .393 | .886 | 3.9 | 1.3 | .6  | .5  | 7.3  |
| 2015-16† | Cleveland | 26  | 3   | 17.2 | .441 | .377 | .786 | 3.6 | 1.0 | .3  | .3  | 7.5  |
| Total    | Total     | 727 | 423 | 23.0 | .439 | .386 | .819 | 4.8 | 1.0 | .6  | .7  | 9.2  |

### Playoffs
| Ano   | Equipe    | PJ | PT | MPP  | %TC  | %3P  | %TL  | RPP | APP | ROB | TPP | PPP |
| ----- | --------- | -- | -- | ---- | ---- | ---- | ---- | --- | --- | --- | --- | --- |
| 2009  | Portland  | 4  | 0  | 9.0  | .357 | .000 | .667 | .8  | .3  | .0  | .0  | 3.0 |
| 2010  | Phoenix   | 16 | 0  | 27.2 | .364 | .349 | .938 | 5.6 | .9  | .8  | .6  | 8.2 |
| 2016† | Cleveland | 17 | 0  | 13.9 | .594 | .565 | .857 | 2.4 | .3  | .4  | .5  | 6.7 |
| Total | Total     | 37 | 0  | 19.1 | .443 | .424 | .885 | 3.6 | .6  | .5  | .5  | 6.9 |